# Bistum Baoding
Das Bistum Baoding (lat.: Dioecesis Paotimensis) ist eine in der Volksrepublik China gelegene römisch-katholische Diözese mit Sitz in Baoding.

## Geschichte

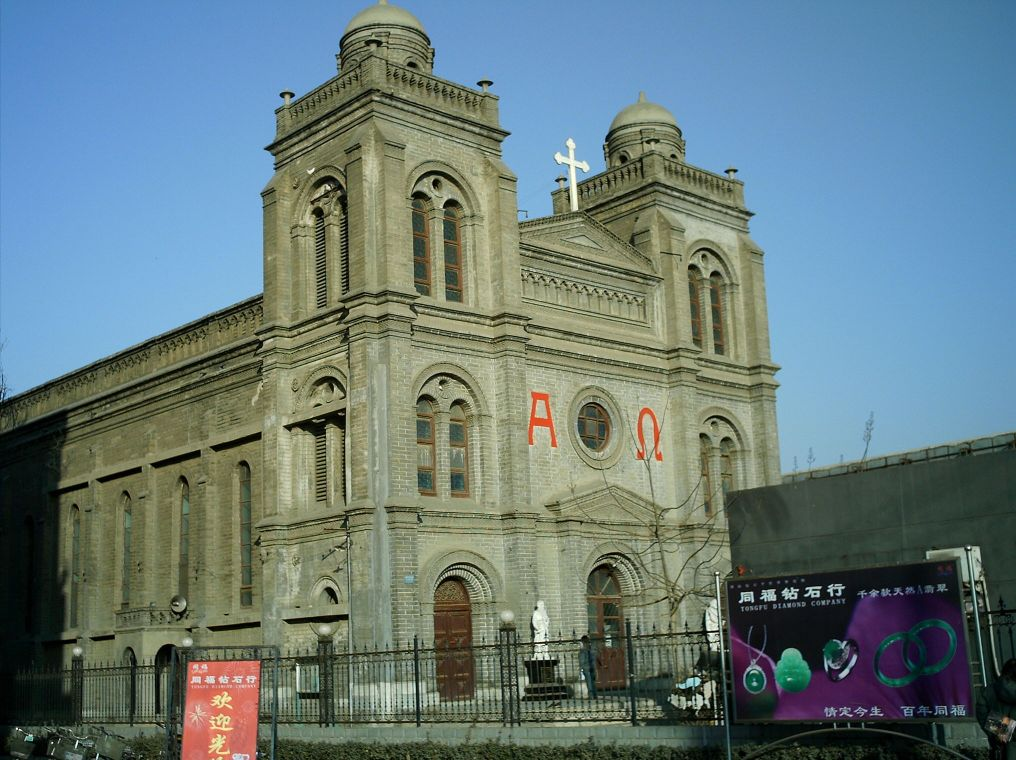
Kathedrale Peter und Paul in Baoding

Das Bistum Baoding wurde am 14. Februar 1910 durch Papst Pius X. mit der Apostolischen Konstitution Nobis in sublimi aus Gebietsabtretungen des Apostolischen Vikariates Nord Chi-li als Apostolisches Vikariat Zentral Chi-Li errichtet. Das Apostolische Vikariat Zentral Chi-Li gab am 15. April 1924 Teile seines Territoriums zur Gründung der Apostolischen Präfektur Lixian ab. Am 3. Dezember 1924 wurde das Apostolische Vikariat Zentral Chi-Li in Apostolisches Vikariat Baoding umbenannt. Das Apostolische Vikariat Baoding gab am 25. Mai 1929 Teile seines Territoriums zur Gründung der Mission sui juris Yixian ab.
Das Apostolische Vikariat Baoding wurde am 11. April 1946 durch Papst Pius XII. mit der Apostolischen Konstitution Quotidie Nos zum Bistum erhoben und dem Erzbistum Peking als Suffraganbistum unterstellt.

## Ordinarien

### Apostolische Vikare von Zentral Chi-Li
- Joseph-Sylvain-Marius Fabrègues CM, 1910–1923, dann Koadjutorvikar von Nord Chi-Li

### Apostolische Vikare von Baoding
- Paul Leon Cornelius Montaigne CM, 1924–1930, dann Koadjutorvikar von Peking
- Joseph Zhou Jishi CM, 1931–1946

### Bischöfe von Baoding
- Joseph Zhou Jishi CM, 1946, dann Erzbischof von Nanchang
- Peter Joseph Fan Xueyan, 1951–1992
- Sedisvakanz, 1992–1994
- James Su Zhimin, seit 1994
- Francis An Shuxin, seit 22. September 2018 nachträglich durch Papst Franziskus in der Weihe anerkannt